# In mezz'ora
In mezz'ora, noto dal 2017 al 2023 come Mezz'ora in più, è un programma televisivo italiano, di genere talk show, in onda dal 2005 su Rai 3.

## Il programma
Il programma analizza i temi chiave della settimana con interviste faccia a faccia ai protagonisti. Economia, politica, cronaca, società e cultura vengono affrontati con l'utilizzo di analisi e la verifica dei fatti. Attraverso reportage, storie e approfondimenti vengono analizzati i principali avvenimenti a livello nazionale e globale.

## Storia
La trasmissione va in onda a partire dal 2005 con la conduzione di Lucia Annunziata, ex presidente della Rai e attualmente europarlamentare. La storica collocazione del programma è quella della domenica pomeriggio, subito dopo l'edizione meridiana del TG3.
Dalla stagione 2017-2018 il programma allunga la sua durata a un'ora: cambia quindi il nome in Mezz'ora in più, stilizzato graficamente come ½ h in più.
Dalla stagione 2019-2020 il programma aumenta ulteriormente la sua durata a un'ora e mezza, rinnovando per l'occasione la grafica, il logo (stavolta con il nome reso graficamente come Mezz'ora in +) e lo studio.
Dalla stagione successiva (2020-2021) estende ancora una volta la propria durata di mezz'ora, occupata dal segmento Mezz'ora in più - Il mondo che verrà, condotto dalla Annunziata insieme ad Antonio Di Bella. Dall'anno successivo (2022) lo spazio verrà condotto da una giornalista di Rai News 24.
Dal 10 settembre 2023, dopo 18 anni di conduzione, Lucia Annunziata viene sostituita da Monica Maggioni e il programma subisce modifiche: la trasmissione tornò a chiamarsi In mezz'ora, reso graficamente come In ½ h, e viene suddiviso in due segmenti: dopo una prima parte incentrata soprattutto su tematiche di politica interna, Il mondo di In ½ h, in onda dalle 15:30 alle 16:15, si concentra sulle vicende internazionali.
La puntata dell'8 ottobre 2023 è stata eccezionalmente prolungata fino alle 17:15 in modo da approfondire le vicende legate agli attentatici terroristici avvenuti il giorno precedente in Israele.
È stato trasmesso anche da Rai Extra, in orario e giorno diverso, come servizio di timeshifting.

## Edizioni
| Edizione | Titolo          | Periodo           | Periodo        | Conduttori       |
| Edizione | Titolo          | Inizio            | Fine           | Conduttori       |
| -------- | --------------- | ----------------- | -------------- | ---------------- |
| 1ª       | In mezz'ora     | 2005              | 2006           | Lucia Annunziata |
| 2ª       | In mezz'ora     | 2006              | 2007           | Lucia Annunziata |
| 3ª       | In mezz'ora     | 2007              | 2008           | Lucia Annunziata |
| 4ª       | In mezz'ora     | 2008              | 2009           | Lucia Annunziata |
| 5ª       | In mezz'ora     | 2009              | 2010           | Lucia Annunziata |
| 6ª       | In mezz'ora     | 2010              | 2011           | Lucia Annunziata |
| 7ª       | In mezz'ora     | 2011              | 2012           | Lucia Annunziata |
| 8ª       | In mezz'ora     | 2012              | 2013           | Lucia Annunziata |
| 9ª       | In mezz'ora     | 2013              | 2014           | Lucia Annunziata |
| 10ª      | In mezz'ora     | 2014              | 2015           | Lucia Annunziata |
| 11ª      | In mezz'ora     | 2015              | 2016           | Lucia Annunziata |
| 12ª      | In mezz'ora     | 2016              | 2017           | Lucia Annunziata |
| 13ª      | Mezz'ora in più | 24 settembre 2017 | 18 giugno 2018 | Lucia Annunziata |
| 14ª      | Mezz'ora in più | 23 settembre 2018 | 30 giugno 2019 | Lucia Annunziata |
| 15ª      | Mezz'ora in più | 29 settembre 2019 | 28 giugno 2020 | Lucia Annunziata |
| 16ª      | Mezz'ora in più | 22 settembre 2020 | 13 giugno 2021 | Lucia Annunziata |
| 17ª      | Mezz'ora in più | 26 settembre 2021 | 19 giugno 2022 | Lucia Annunziata |
| 18ª      | Mezz'ora in più | 4 settembre 2022  | 25 giugno 2023 | Lucia Annunziata |
| 19ª      | In mezz'ora     | 10 settembre 2023 | 16 giugno 2024 | Monica Maggioni  |
| 20ª      | In mezz'ora     | 29 settembre 2024 | 22 giugno 2025 | Monica Maggioni  |

## Curiosità
Il 12 marzo 2006 l'ospite Silvio Berlusconi se ne andò anzitempo dallo studio televisivo accusando la giornalista di avergli posto ciascuna domanda prima che lui finisse di rispondere a quella precedente.

## Spin-off
- La crisi. In ½ h, spin-off andato in onda in prima serata nei mesi di novembre e dicembre 2011, condotto da Lucia Annunziata e dedicato alla crisi apertasi con le dimissioni di Berlusconi e al primo mese del governo Monti.
- Mezz'ora in più - Il mondo che verrà, spin-off andato in onda dal 22 settembre 2020 al 25 giugno 2023, era dedicato agli approfondimenti esteri. Era condotto da Lucia Annunziata, accompagnata fino al 2022 da Antonio Di Bella, e poi successivamente da un giornalista di Rai News 24.
- Speciale Mezz’ora in più, andato in onda dal 24 luglio al 27 agosto 2022 e condotto da Lucia Annunziata per la campagna elettorale per le elezioni politiche anticipate del 25 settembre.[2]
- Il mondo di In ½ h, rubrica dedicata agli approfondimenti esteri, va in onda nella stagione 2023-2024 dalle 15:30 alle 16:15.

## Sigla
La sigla storica della trasmissione, in uso dagli esordi fino al 2023, è stata la canzone Twisted Nerve di Bernard Herrmann, utilizzata anche nella colonna sonora del film di Kill Bill: Volume 1 di Quentin Tarantino e nella serie TV statunitense American Horror Story.
Dalla stagione 2023-2024, con l'arrivo di Maggioni, la sigla è il brano Swing Tropicàl, composto da Luca Velotti appositamente per la trasmissione.